# St. Nikolai (Bützfleth)

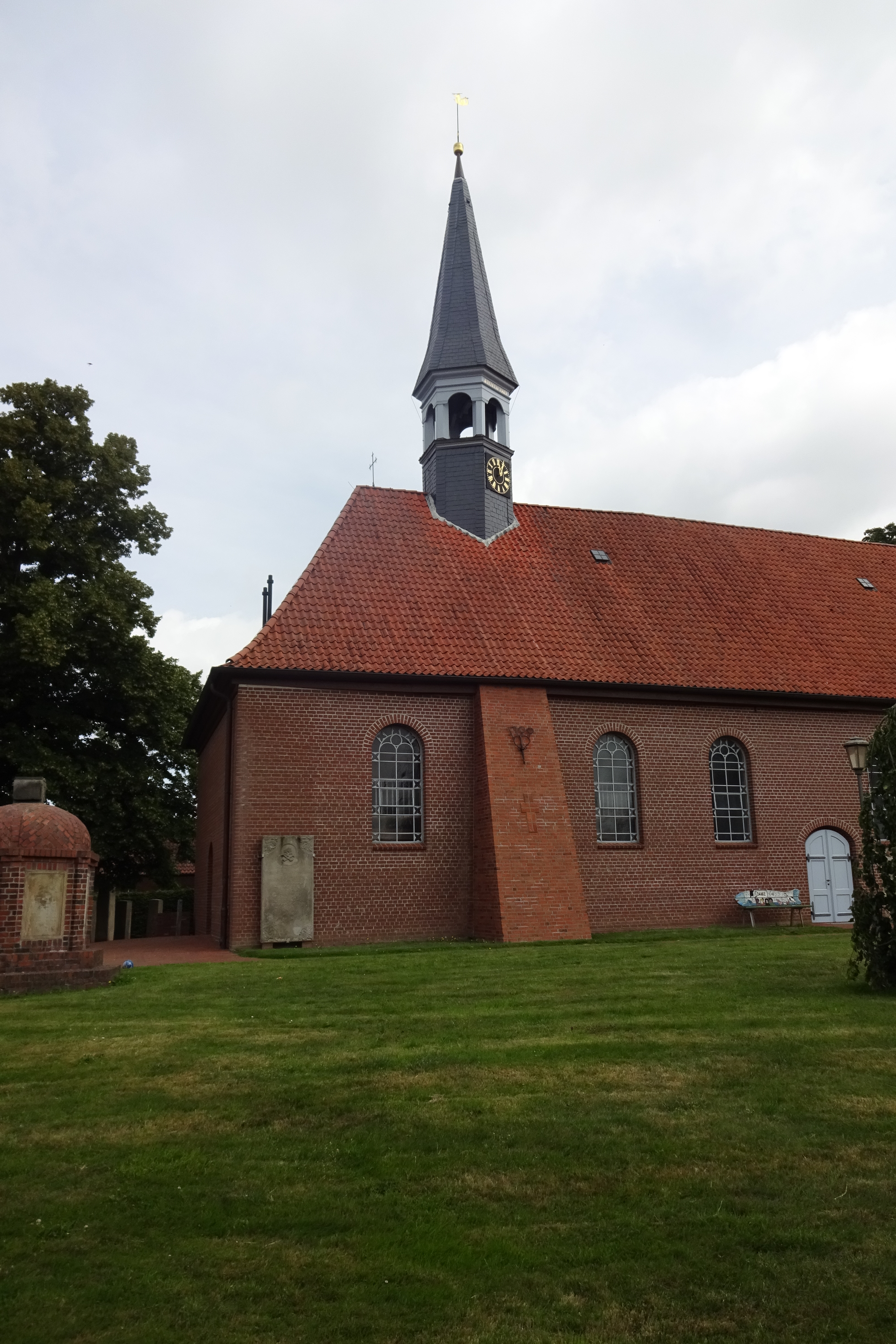
Kirche Bützfleth

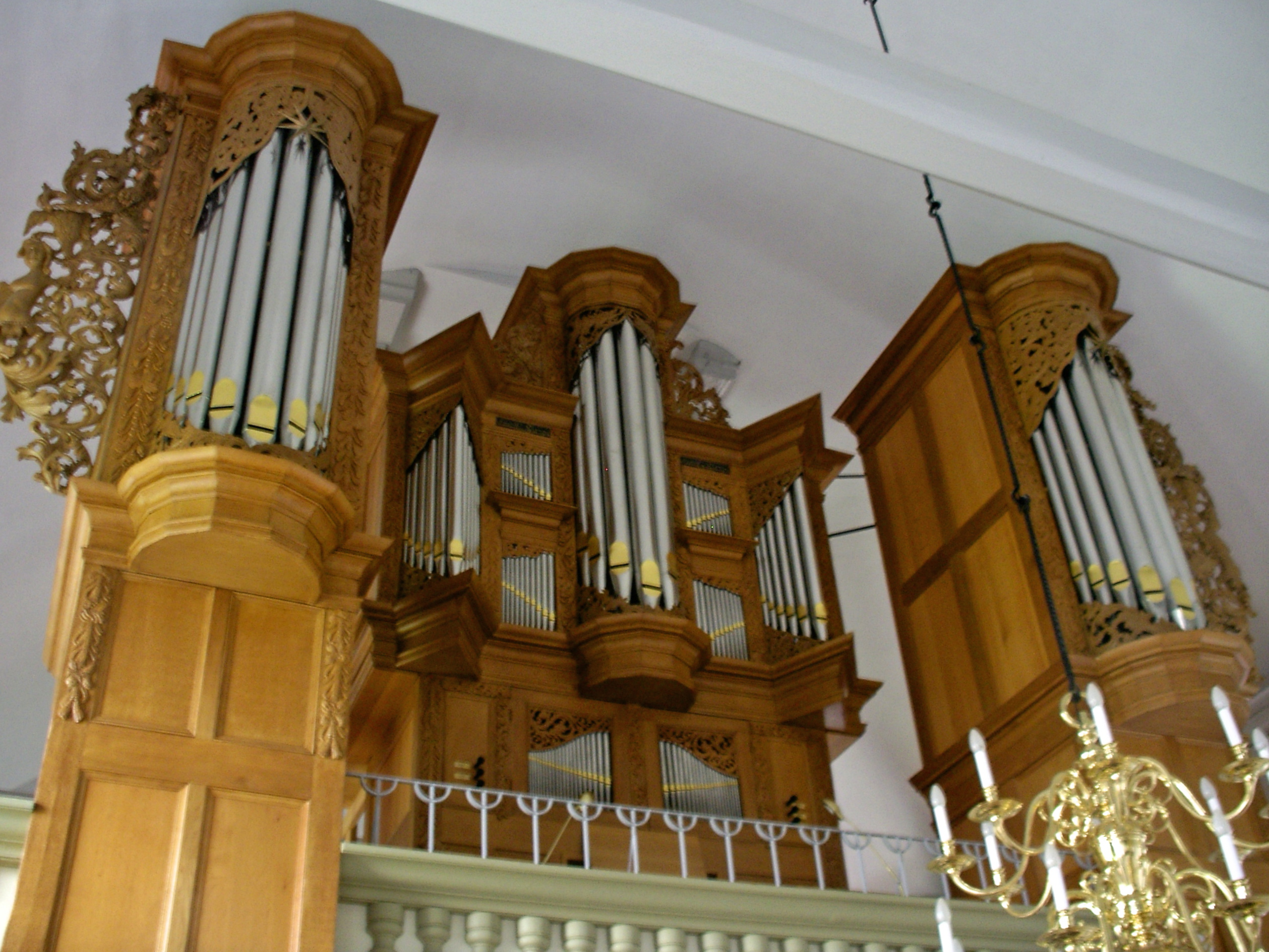
Orgelprospekt

Die evangelische Kirche St. Nikolai ist eine im Kern romanische, barockisierte Saalkirche im Ortsteil Bützfleth von Stade im gleichnamigen Landkreis in Niedersachsen. Sie gehört zur Kirchengemeinde Bützfleth im Kirchenkreis Stade der Evangelisch-lutherischen Landeskirche Hannovers.

## Geschichte und Architektur
In der Süd- und Nordwand des rechteckigen Saalbaues sind Reste eines Feldsteinbauwerks der ersten Hälfte des 12. Jahrhunderts erhalten. Um 1700 wurde der Westteil in Backstein erneuert, 1770 der gewölbte rechteckige Chor mit halbrunder Apsis abgebrochen und durch neuen Ostteil mit geradem Schluss ersetzt. An den Grenzen zwischen romanischem Schiff und barocken Erweiterungen sind große Schrägstrebepfeiler angebaut. Ein sechseckiger Dachreiter, laut Inschrift aus dem Jahr 1780, akzentuiert das Bauwerk. In den Jahren zwischen 1983 und 1991 wurde das durch Treibmineralien zerstörte äußere Mauerwerk abgebrochen und unter Wahrung des bisherigen Aussehens wiederaufgebaut. Im Westen steht ein freistehender hölzerner Glockenturm, der 1671 vom Stader Ratsbaumeister Andreas Henne erbaut wurde. Im Innern ist das Bauwerk mit einem hölzernen Tonnengewölbe geschlossen.

## Ausstattung
Das Hauptstück der Kirchenausstattung ist ein hohes barockes Altarretabel, das 1770/71 von Hans Michael Keßler aus Borstel geschaffen wurde. Es besteht aus einem Architekturrahmen mit Altarbild, ursprünglich mit Auferstehung Christi, das jetzt an der Nordwand angebracht und 1890 durch eine Kopie der Antwerpener Kreuzabnahme von Rubens ersetzt wurde. Die Altarschranken sind mit einem Taufbecken versehen. Weiterhin zu nennen ist ein spätgotischer Taufstein, der aus Offensen bei Uslar stammt. Seitlich des Altars stehen Priechen aus der Zeit um 1770. Der kräftig gegliederte Kanzelkorb wurde 1682 aus Stade beschafft und zeigt an den Ecken freistehende Säulen, dazwischen vor Rundbogenblenden Christus und die vier Evangelisten, als Bekrönung des Schalldeckels den Auferstandenen. Die Westempore stammt aus dem Jahr 1700 von Andreas Henne, die Brüstung ist mit kräftigen Balustern versehen; der Orgelprospekt ist ein Werk von Johann Werner Klapmeyer aus den Jahren 1703–1705, das Werk wurde bereits 1901 erneuert. Die heutige Orgel ist ein Werk der Gebrüder Hillebrand aus dem Jahr 1986 mit 22 Registern auf zwei Manualen und Pedal.
Zur Ausstattung gehört weiter ein kleines Altarkreuz, eine gotisierende Arbeit des 17. Jahrhunderts. Ein lebensgroßes Kruzifix, eine beachtliche Arbeit, die später entstellend gefasst wurde, zeigt einen mit leichtem S-Schwung gestalteten Korpus aus der Zeit um 1500, zeitgleich wurden auch die drei Evangelistensymbole und das Astkreuz geschaffen, der flache Kreuzbalken dahinter möglicherweise im 17. Jahrhundert. Zwei Epitaphe mit Pastorenbildnis sind Werke vom Ende des 17. und vom Ende des 18. Jahrhunderts.